# Капраниха
Капраниха (рос. Капраниха) — присілок в Ветлузькому районі Нижньогородської області Російської Федерації.
Населення становить 0 осіб. Входить до складу муніципального утворення Проновська сільрада.

## Історія
Від 2009 року входить до складу муніципального утворення Проновська сільрада.

## Населення
| 1999 | 2002 | 2010 |
| ---- | ---- | ---- |
| 23   | ↘6   | ↘0   |